# Hincksipora spinulifera
Hincksipora spinulifera is een mosdiertjessoort uit de familie van de Hincksiporidae. De wetenschappelijke naam van de soort is voor het eerst geldig gepubliceerd in 1889 door Hincks.